# Бурлыгино (Владимирская область)
Бурлыгино — деревня в Судогодском районе Владимирской области, входит в состав Головинского сельского поселения.

## География
Деревня расположена в 12 километрах на юго-восток от центра поселения посёлка Головино и в 23 километрах на юго-запад от райцентра города Судогда.

## История
Деревня впервые упоминается в писцовых книгах монастырских и церковных земель Владимирского уезда 1637—1647 годов в составе прихода Димитриевского погоста, в ней числилось 3 двора крестьянских и 2 бобыльских. 
В конце XIX — начале XX века деревня входила в состав Авдотьинской волости Судогодского уезда, с 1926 года — в составе Александровской волости Владимирского уезда. В 1859 году в деревне числилось 31 дворов, в 1905 году — 45 дворов, в 1926 году — 46 хозяйств.
С 1929 года деревня входила с состав Сойменского сельсовета Судогодского района, с 1965 года — в составе Ильинского сельсовета,  с 2005 года — в составе Головинского сельского поселения.

## Население
| 1859 | 1905 | 1926 | 2002 | 2010 | 2021 |
| ---- | ---- | ---- | ---- | ---- | ---- |
| 189  | ↗209 | ↘198 | ↘97  | ↘93  | ↘66  |